# Phlebotaenia
Phlebotaenia é um género de plantas com flores pertencentes à família Polygalaceae.
A sua área de distribuição nativa é nas Caraíbas.
Espécies:
- Phlebotaenia cowellii Britton
- Phlebotaenia cuneata Griseb.